# Platyarthrus lerinensis
Platyarthrus lerinensis is een pissebed uit de familie Platyarthridae. De wetenschappelijke naam van de soort is voor het eerst geldig gepubliceerd in 1957 door Albert Vandel.